# Karmin (przystanek kolejowy)
Karmin – dawny wąskotorowy przystanek osobowy w Karminie, w woj. wielkopolskim, w Polsce.